# Abelardo Quinteros
Abelardo Quinteros (Valparaíso, 10 de diciembre de 1921 - Viña del Mar, c. agosto de 2008) fue un compositor chileno, particularmente conocido por sus contribuciones a la composición y serialismo de doce notas. Sus obras más conocidas incluyen Horizon carré, Cantos al espejo, 3 arabescos concertantes y Piano Studies. Su música es conocida por su lirismo y expresividad.
De 1936 a 1941 Quinteros estudió diseño industrial en la Universidad Técnica Federico Santa María. Luego estudió composición musical en Santiago con Pedro H. Allende de 1942 a 1948 y Fré Focke de 1949 a 1951. Obtuvo una beca de la Embajada de Austria en Chile que le permitió continuar sus estudios en la Academia Steinbauer en Viena, donde estudió serialismo con Othmar Steinbauer y canto con Christal Kern.